# Prisoner of the Night
Prisoner of the Night is een muziekalbum van Golden Earring uit oktober 1980.
Prisoner of the Night is het laatste studioalbum van Golden Earring voordat de bandleden besloten ermee te stoppen. Na de minder succesvolle elpees Grab It for a Second (1978) en No Promises...No Debts (1979) zette ook dit album weinig exemplaren om. Long Blond Animal was de eerste single en ondanks de klassieke status die het nummer in later jaren verwierf, moest Golden Earring destijds genoegen nemen met een kleine hit. De opvolger No for an Answer kwam zelfs niet verder dan de tipparade. Prisoner of the Night sluit amper aan bij de tijdgeest van rond 1980, toen disco en (in mindere mate) new wave de hitlijsten domineerden. Op de elpee van Golden Earring hoor je niets van dit terug. Alleen de voor die tijd karakteristieke klinische, futuristische synthesizertonen in de intro van Going Crazy Again doen vermoeden dat Prisoner of the Night uit 1980 stamt. En die klanken kwamen nog uitgerekend van een halve buitenstaander: Robert Jan Stips. De flop van het album lijkt daarmee verklaard. Hierna probeerde de Haagse rockgroep het nog eenmaal met Twilight Zone (Golden Earring) en dat bleek onverwacht een gouden greep. De groep bevond zich toen echter al in een heel andere fase van hun carrière.

## Nummers
1. Long Blond Animal (3.36)
2. No for an Answer (4.13)
3. My Town (3.06)
4. Prisoner of the Night (4.50)
5. I Don't Wanna Be Nobody Else (4.41)
6. Cut 'Em Down to Size (3.23)
7. Will & Mercy (3.36)
8. Come in Outerspace (4.24)
9. Going Crazy Again (4.59)

Discografie